# Fornalutx
Fornalutx è un comune spagnolo di 758 abitanti situato nella comunità autonoma delle isole Baleari.

## Galleria d'immagini

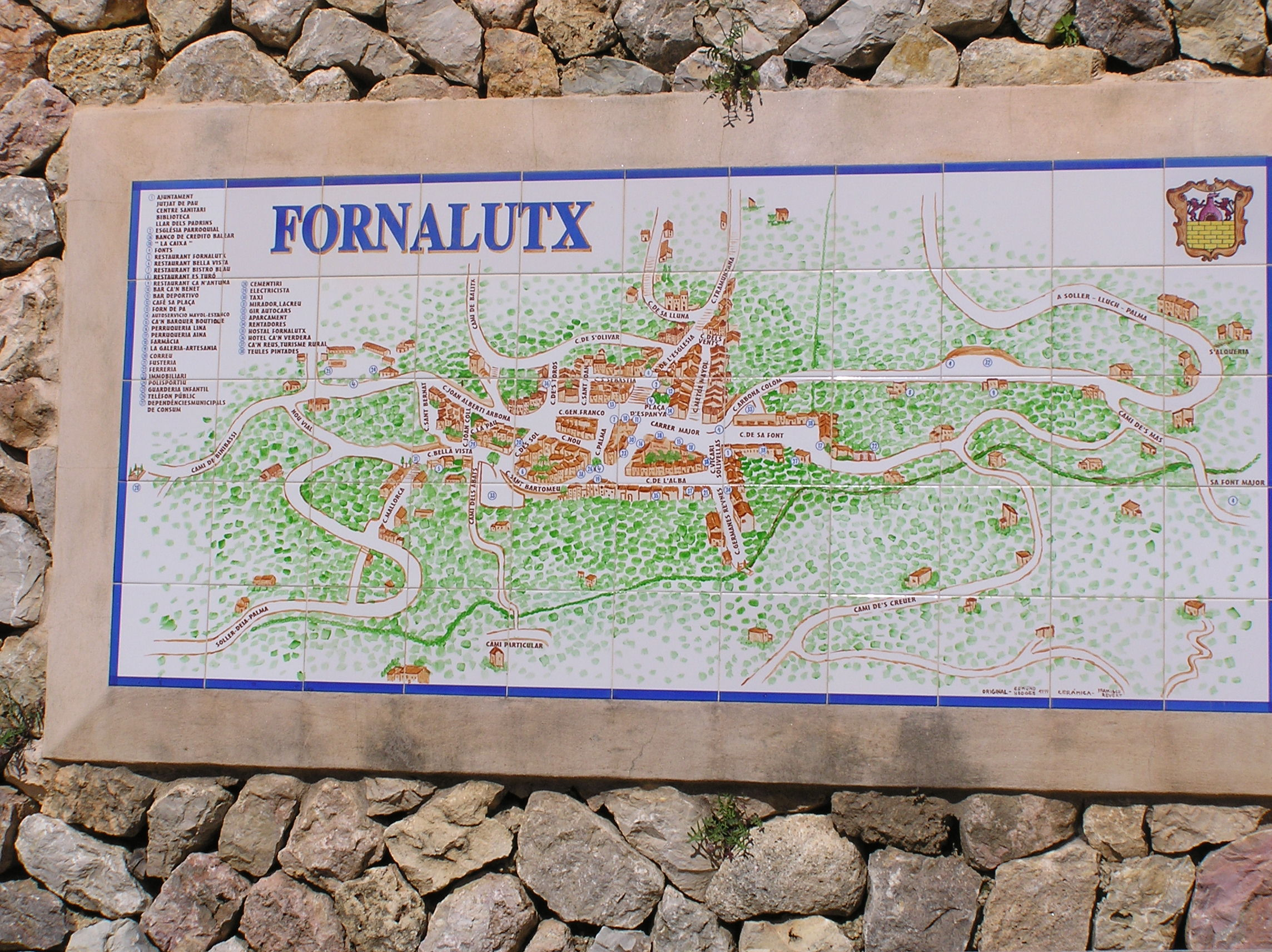
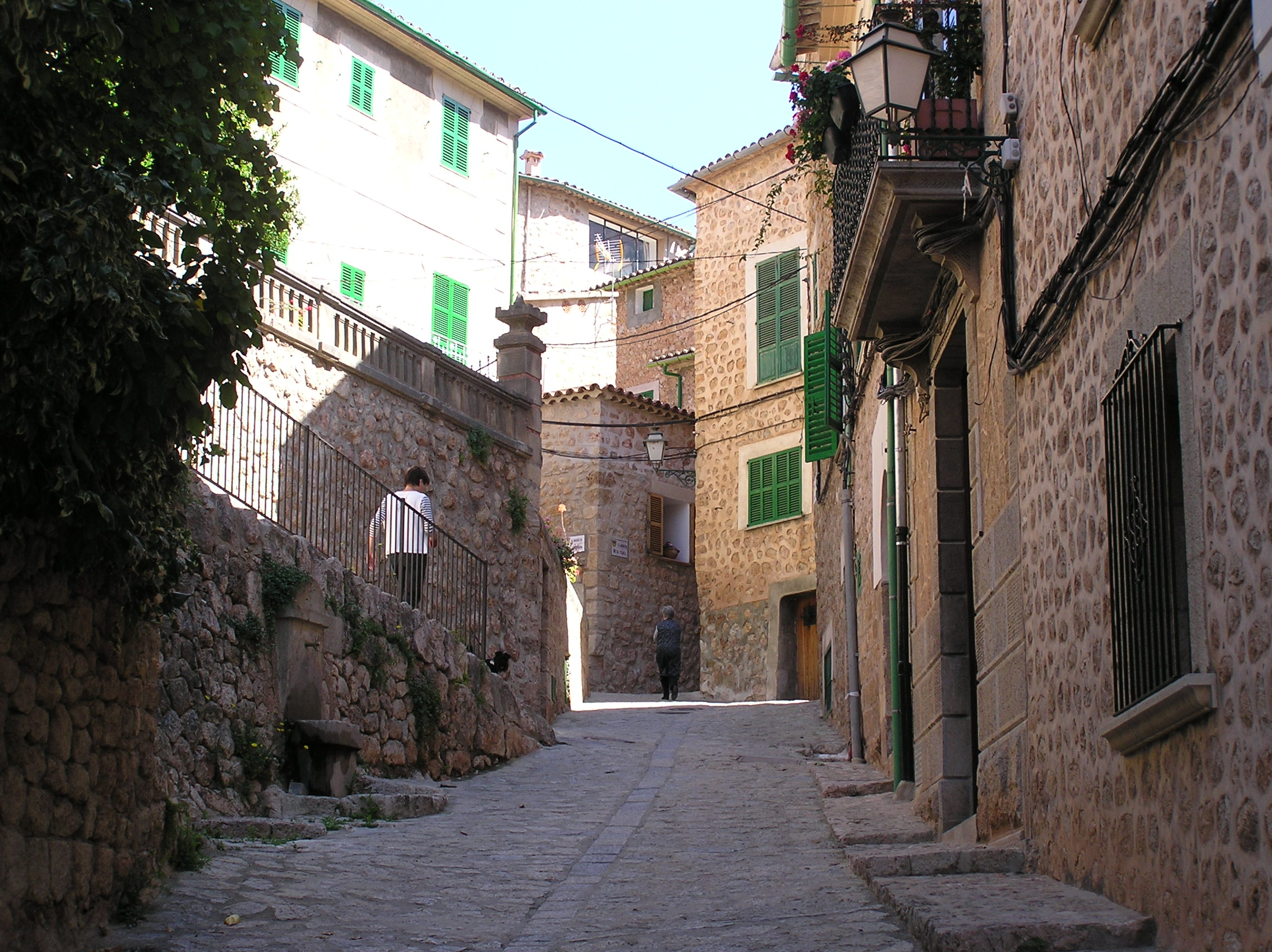
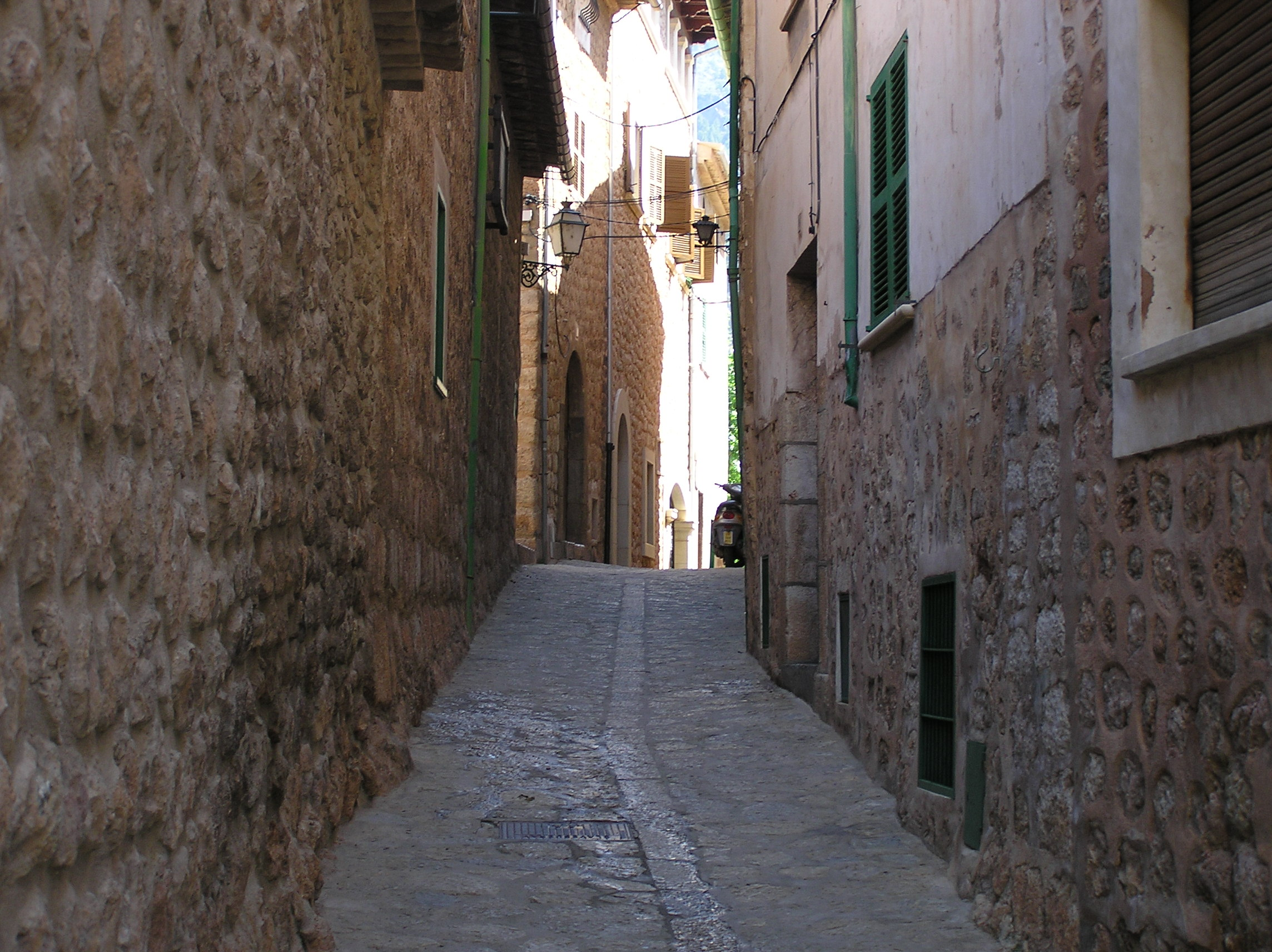
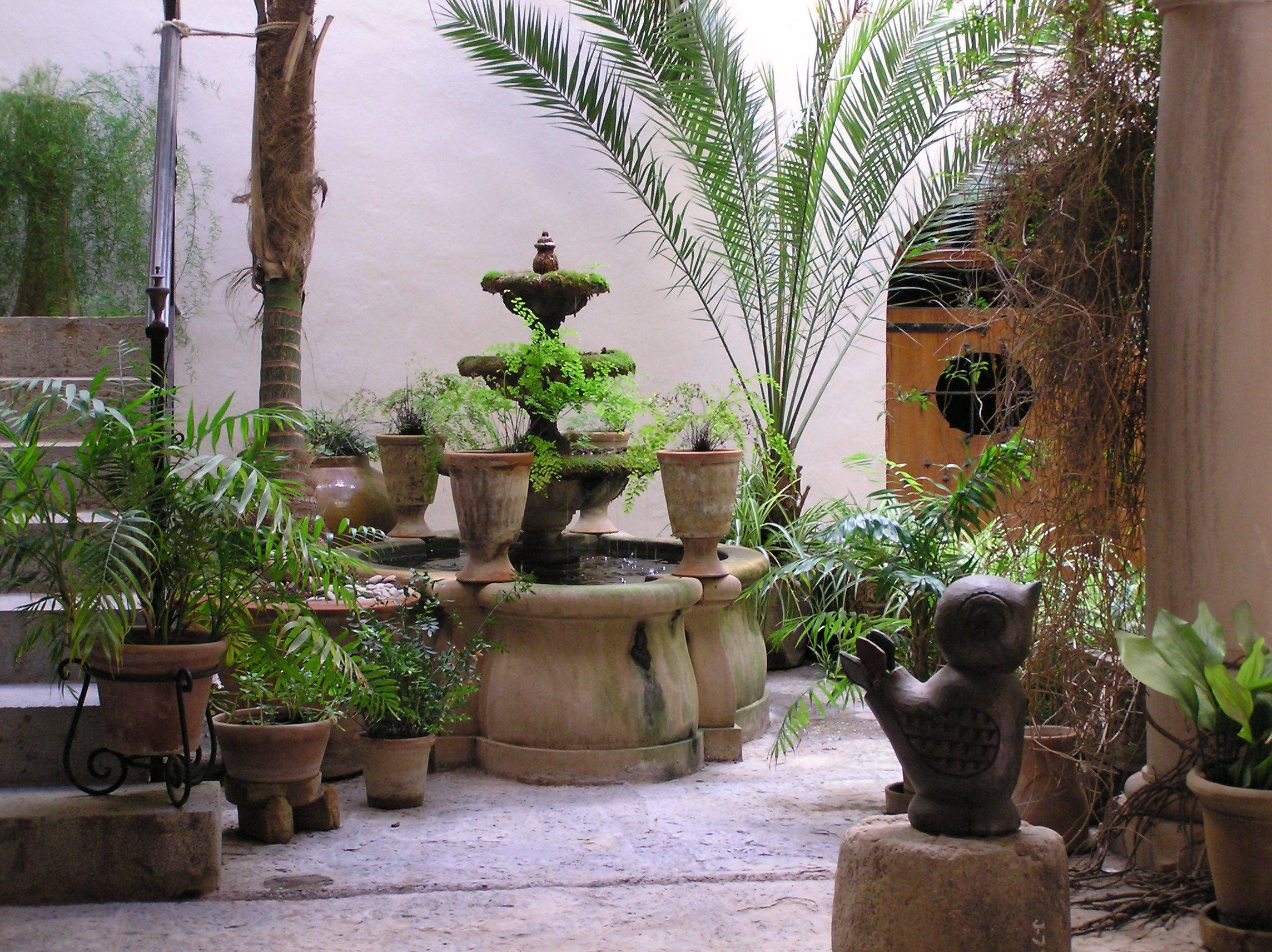